# Modisimus
Modisimus je rod pavouků z čeledi třesavkovití (Pholcidae). V Česku je jediným druhem modisimus culicinus (Třesavka malinká). Poprvé ho popsal Eugène Louis Simon v roce 1893.

## Synonyma
- Hedypsilus

- Platnicknia

- Bryantia

- Bryantina[3]